# Return to Lonesome Dove
Return to Lonesome Dove är en amerikansk miniwestern-serie i fyra delar från 1993. Serien är en fristående uppföljare till Lonesome Dove, för regin stod Mike Robe med Jon Voight i huvudrollen som kapten Woodrow F. Call.

## Handlingen
Den före detta Texas Rangern kapten Woodrow vågar göra det som ingen annan ens vågar drömma om att göra. Han ska driva en jättelik hjord mustanger mot Montanas bördiga slätter. Framför sig har Woodrow och hans cowboys 400 mil av svår och farlig terräng, med indianstrider, dödliga dueller och krossade drömmar. Men vad som än händer under resan så måste Woodrow fortsätta att driva hästarna framåt.

## Rollista
| Jon Voight        | – kapten Woodrow F. Call |
| Timothy Scott     | – Pea Eye Parker         |
| Barbara Hershey   | – Clara Allen            |
| Rick Schroder     | – Newt Dobbs             |
| Louis Gossett Jr. | – Isom Pickett           |
| William Petersen  | – Gideon Walker          |
| Oliver Reed       | – Gregor Dunnigan        |
| Reese Witherspoon | – Ferris Dunnigan        |
| Nia Peeples       | – Agostina Vega          |

## Uppföljare
- Streets of Laredo, 1995
- Dead Man's Walk, 1996
- Comanche Moon, 2008